# Bắc Đông Quan, Hưng Yên
Bắc Đông Quan là một xã thuộc tỉnh Hưng Yên, Việt Nam.

## Địa lý
Xã Bắc Đông Quan nằm ở phía nam của tỉnh Hưng Yên, có vị trí địa lý:
- Phía đông giáp xã Đông Hưng.
- Phía tây và tây nam lần lượt giáp xã Nam Thụy Anh và xã Đông Quan.
- Phía nam giáp xã Nam Đông Hưng.
- Phía bắc giáp xã Bắc Đông Hưng.

## Lịch sử
Ngày 16 tháng 6 năm 2025, Ủy ban Thường vụ Quốc hội ban hành Nghị quyết số 1666/NQ-UBTVQH15 về việc sắp xếp các đơn vị hành chính cấp xã của tỉnh Hưng Yên năm 2025. Theo đó, sắp xếp toàn bộ diện tích tự nhiên, quy mô dân số của các xã Hà Giang, Đông Kinh và Đông Vinh thành xã mới có tên gọi là xã Bắc Đông Quan.